# 河南省实验小学
河南省实验小学创建于1960年2月，位于河南省郑州市，是直属于河南省教育厅的重点小学，也是全国基础教育教改实验38个实验区之一，并是河南省小学实验研究会教育科研联合体的5所骨干小学之一。
河南省实验小学占地面积18648平方米，教学建筑面积24700平方米，现有36个教学班，2300余名在校学生，105名在职教职工，98名任课教师。除本校区外，河南省实验小学还管理河南省实验学校鑫苑外国语小学和河南省实验学校郑东小学，其中郑东小学被评为“省文明学校”、“人民最满意的学校”，并被国家体育总局定为“全国曲棍球人才培养基地”。